# Lispocephala odonta
Lispocephala odonta är en tvåvingeart som beskrevs av Hsue 1981. Lispocephala odonta ingår i släktet Lispocephala och familjen husflugor. Inga underarter finns listade i Catalogue of Life.